# Oliver Titzmann
Oliver Titzmann (* 23. Oktober 1966 in Schlema) ist ein deutscher Regionalhistoriker.

## Leben

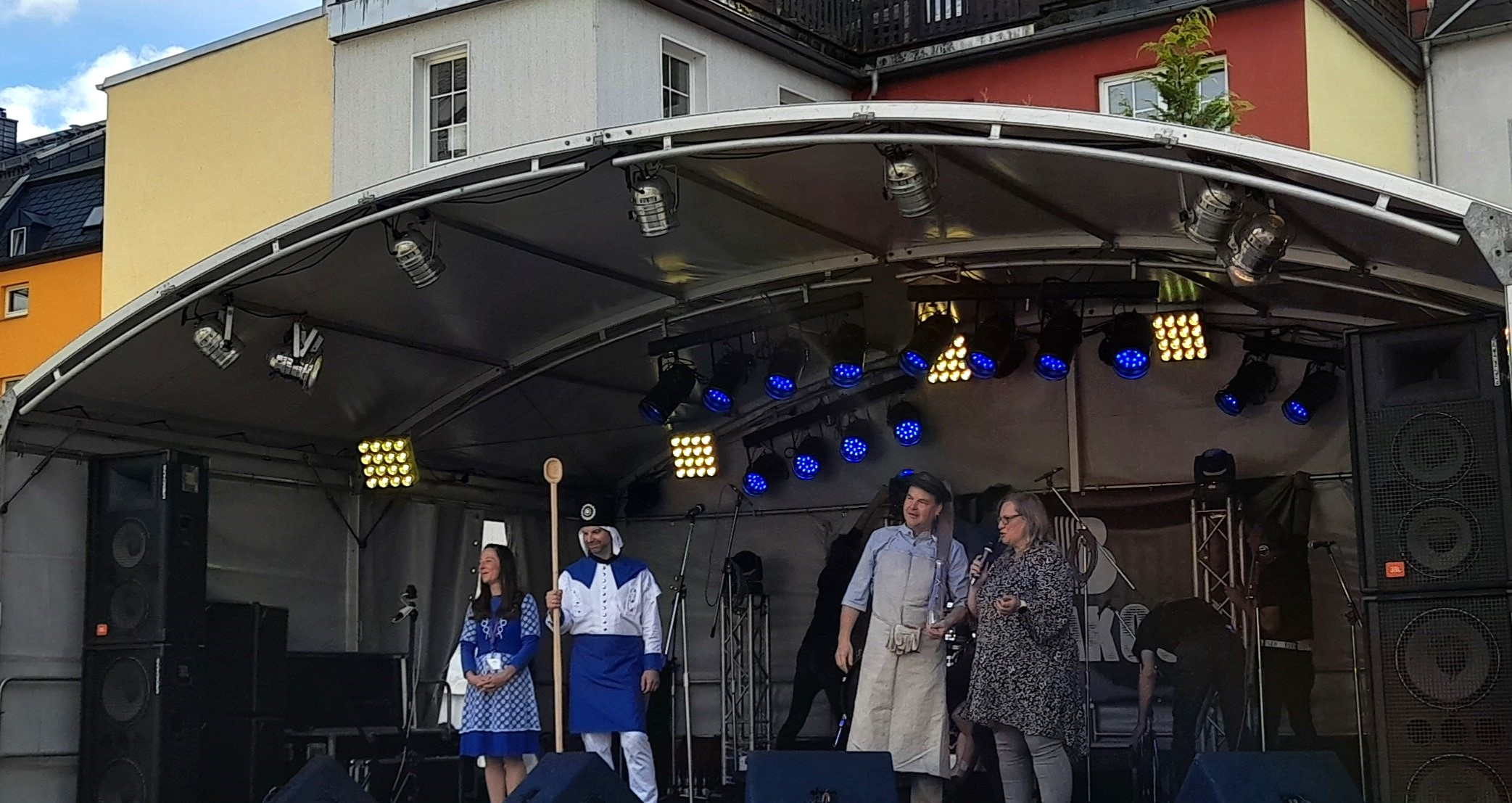
Tag der Sachsen 2023 in Aue-Bad Schlema, Talk mit Dr. Oliver Titzmann alias Christian Gottlieb Wellner

Titzmann wuchs in Schlema auf. Seit 1981 betätigt er sich mit nur kurzzeitigen Unterbrechungen als Ortschronist seiner Heimatgemeinde. Er studierte an der Universität Leipzig Geschichte. Dort wurde er 2002 zur Thematik Uranbergbau contra Radiumbad zum Dr. phil. promoviert. In seiner Dissertation und auch weiteren Veröffentlichungen befasste er sich mit den sozialgeschichtlichen Auswirkungen der Wismut, deren Uranbergbau ab 1952 zum Abriss weiter Teile des Ortskerns von Schlema mit Kirche, Gemeinde- und Kurzentrum geführt hatte.
Titzmann unterrichtet als Deutsch- und Geschichtslehrer am Johann-Gottfried-Herder-Gymnasium in Schneeberg. Als Kommunalpolitiker der Freien Wähler ist er Ortsvorsteher von Bad Schlema. Daneben gehört er dem Stadtrat von Aue-Bad Schlema und dem Kreistag des Erzgebirgskreises an.
Er ist Autor verschiedener regionalgeschichtlicher Schriften. In Massenmord in Niederschlema befasste sich Titzmann mit dem Todesmarsch von KZ-Häftlingen des Flossenbürger Außenlagers in Mülsen St. Micheln. Dieser führte am 14. April 1945 durch Niederschlema, wo 83 entkräftete Häftlinge am Kohlweg durch SS-Männer exekutiert wurden.
Eine über zwanzigjährige Forschung zur Geschichte der Argentan- und Besteckfabrik Wellner in Aue mündete 2024 in der Veröffentlichung eines gut ausgestatteten Bandes unter dem Titel Wellner. Eine Zeitreise durch die Geschichte der Sächsischen Metallwarenfabrik August Wellner Söhne (AWS) in Aue.

## Ehrungen
In Würdigung „seine[r] langjährigen Forschungsarbeiten und Veröffentlichungen zur Geschichte Bad-Schlemas und weiteren historisch bedeutsamen Themen der Region“ wurde Titzmann 2023 die Ehrennadel der Stadt Aue-Bad Schlema verliehen.
Titzmann gehörte zu den ca. 60 verdienstvollen, ehrenamtlich tätigen Personen aus ganz Deutschland, die von Bundespräsident Frank-Walter Steinmeier zum Neujahrsempfang 2024 in das Schloss Bellevue geladen wurden.

## Schriften (Auswahl)
- Radiumbad Oberschlema. Die Geschichte eines Kurortes, Kurgesellschaft, Schlema 1995, DNB 946108242.
- Schlema in alten Ansichten, Europäische Bibliothek, Zaltbommel/Niederlande, [1997], ISBN 978-90-288-6471-9.
- (mit Gunter Wunsch) 100 Jahre Kirche in Niederschlema, Schlema, 1999.
- Uranbergbau contra Radiumbad. Die Auswirkungen des Uranbergbaus der SAG Wismut auf die Gemeinde Radiumbad Oberschlema (1946–1955), Diss. Leipzig 2002, DNB 966393546.
- Eine historische Wanderung durch die Schneeberg-Neustädtler-Bergbaulandschaft, Bad Schlema, 2007.
- Eine historische Wanderung entlang der Eisenbahnstrecke Niederschlema – Schneeberg-Neustädtel, Bad Schlema, 2009.
- Massenmord in Niederschlema. Der Mülsener Todesmarsch, die Exekution von 83 KZ-Häftlingen am 14. April 1945 und die daraus folgende Gedenkkultur, Bad Schlema 2015, DNB 1069514217.
- Wo Radonkraft Gesundheit schafft, Bad Schlema 2018, ISBN 978-3-9819298-1-2.
- Wellner. Eine Zeitreise durch die Geschichte der Sächsischen Metallwarenfabrik August Wellner Söhne (AWS) in Aue, Verlag Mike Rockstroh, Aue-Bad Schlema, 2024, ISBN 978-3-937190-34-1.